# Marcus Foster
Marcus Franklee Foster (Wichita Falls, Texas, 3 de junio de 1995) es un baloncestista estadounidense que pertenece a la plantilla de Hapoel Tel Aviv B.C. de la Ligat ha'Al israelí. Con 1,91  metros de estatura, juega en la posición de escolta .

## Trayectoria deportiva

### Universidad
Jugó dos temporadas con los Wildcats de la Universidad Estatal de Kansas, en las que promedió 14,1 puntos, 2,8 rebotes y 2,2 asistencias por partido. En su primera temporada fue incluido en el segundo mejor quinteto de la Big 12 Conference y en el mejor quinteto de rookies.
Al término de su segunda temporada solicitó ser transferido a los Bluejays de la Universidad de Creighton, donde, tras cumplir el año en blanco que impone la NCAA, jugó dos temporadas más, en las que acabó promediando 19,0 puntos, 3,4 rebotes y 2,5 asistencias por encuentro. Fue incluido en ambas temporadas en el mejor quinteto de la Big East Conference.

### Profesional
Tras no ser elegido en el Draft de la NBA de 2018, disputó las Ligas de Verano de la NBA con los Sacramento Kings, promediando 3,2 puntos y 2,7 asistencias en cuatro partidos. El 2 de agosto de 2018, Foster firmó su primer contrato profesional con el Wonju DB Promy de la Korean Basketball League (KBL). Jugó una temporada en la liga coreana, en la que promedió 25,2 puntos y 5,2 rebotes por partido. El 28 de marzo de 2019 firmó con el Champville SC de la liga libanesa para disputar los playoffs.
La temporada siguiente volvió a ser requerido para las Ligas de Verano de la NBA, en esta ocasión por los Orlando Magic. El 31 de julio de 2019 firmó contrato con el Hapoel Holon de la Ligat ha'Al, el primer nivel del baloncesto israelí. Hasta el parón por el coronavirus en marzo de 2020 promedió 19,2 puntos y 3,6 asistencias por partido.
El 21 de febrero de 2021, fichó por el Türk Telekom Basketbol Kulubü de la BSL, procedente del Panathinaikos B. C. en el que jugó la Euroliga durante la primera vuelta de la competición.
Tras hacer la pretemporada con los Houston Rockets, el 25 de octubre se incorpora a su filial en la G League, los Rio Grande Valley Vipers.
El 2 de agosto de 2022, firma por el BC Rytas de la LKL.
El 1 de julio de 2024 fichó por el Hapoel Tel Aviv B.C. de la Ligat ha'Al israelí.